# Radonjići (Vareš, BiH)
Radonjići su naseljeno mjesto u općini Vareš, Federacija Bosne i Hercegovine, BiH.

## Stanovništvo

### 1991.
Nacionalni sastav stanovništva 1991. godine, bio je sljedeći:
ukupno: 208
- Muslimani - 182
- Srbi - 26

### 2013.
Nacionalni sastav stanovništva 2013. godine, bio je sljedeći:
ukupno: 151
- Bošnjaci - 151